# Dolsk (gmina)
Pour les articles homonymes, voir Dolsk (homonymie).
Dolsk est une gmina mixte du powiat de Śrem, Grande-Pologne, dans le centre-ouest de la Pologne. Son siège est la ville de Dolsk, qui se situe à environ 12 km au sud de Śrem, siège du powiat, et à 48 km au sud de la capitale régionale Poznań.
La gmina couvre une superficie de 124,48 km2 pour une population de 5 860 habitants en 2011.

## Géographie

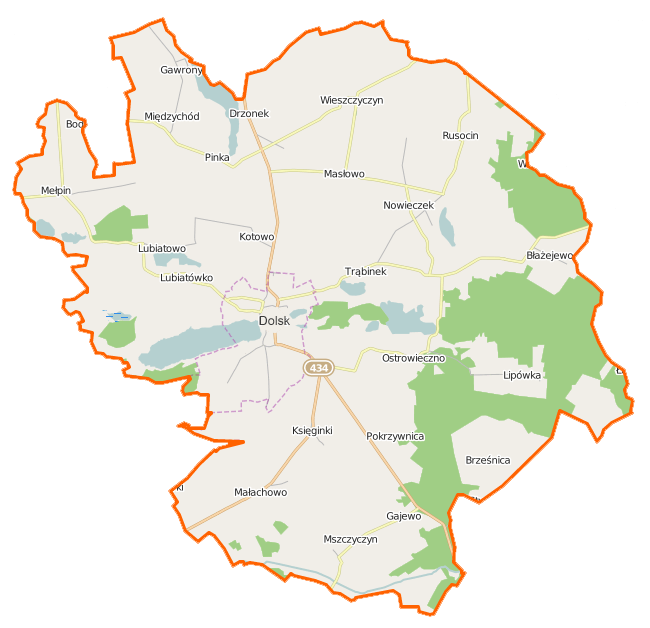
Plan de la gmina.

Outre la ville de Dolsk, la gmina inclut les villages de:
- Błażejewo
- Brzednia
- Brześnica
- Drzonek
- Gajewo
- Gawrony
- Kadzyń
- Kotowo
- Księginki
- Lipówka
- Lubiatowo
- Lubiatówko
- Małachowo
- Mały Trąbinek
- Masłowo
- Mełpin
- Międzychód
- Mszczyczyn
- Nowieczek
- Ostrowieczko
- Ostrowieczno
- Pinka
- Pokrzywnica
- Rusocin
- Trąbinek
- Wieszczyczyn

### Gminy voisines
La gmina de Dolsk est bordée des gminy de :
- Borek Wielkopolski
- Gostyń
- Jaraczewo
- Krzywiń
- Książ Wielkopolski
- Piaski
- Śrem

## Structure du terrain
D'après les données de 2002, la superficie de la commune de Dols est de 124,48 km², répartis comme tel :
- terres agricoles : 69 %
- forêts : 19 %

La commune représente 21,71 % de la superficie du powiat.

## Démographie
Données du 31 décembre 2009 :
| Description        | Total  | Total | Femmes | Femmes | Hommes | Hommes |
| ------------------ | ------ | ----- | ------ | ------ | ------ | ------ |
| Unité              | Nombre | %     | Nombre | %      | Nombre | %      |
| population         | 5 843  | 100   | 2 926  | 50,1   | 2 917  | 49,9   |
| Densité (hab./km²) | 46,7   | 46,7  | 23,4   | 23,4   | 23,3   | 23,3   |

| Description                  | Total  | Total | Femmes | Femmes | Hommes | Hommes |
| ---------------------------- | ------ | ----- | ------ | ------ | ------ | ------ |
| Unité                        | Nombre | %     | Nombre | %      | Nombre | %      |
| Population                   | 5 819  | 100   | 2 900  | 49,84  | 2 919  | 50,16  |
| Population de 0 à 17 ans     | 1 346  | 23,13 | 661    | 11,36  | 685    | 11,77  |
| Population de 18 à 65 ans    | 3 694  | 63,48 | 1 701  | 29,23  | 1 993  | 34,25  |
| Population de plus de 65 ans | 779    | 13,39 | 538    | 9,25   | 241    | 4,14   |